# Sandman: 24 Hour Diner
Sandman: 24 Hour Diner es una película de fantasía de terror gótico de 2017 producida y dirigida por Evan Henderson y Nicholas Brown. La película es una adaptación directa de una historia de la serie de novelas gráficas más vendidas de Neil Gaiman, The Sandman. La película sigue la historia del número 6, "24 horas", considerada una de las tramas más oscuras y horribles de la serie.

## Argumento
La historia comienza justo después del número 5 de Preludios y Nocturnos. Bette Munroe trabaja como camarera en un restaurante abierto las 24 horas. Ella atiende a clientes satisfechos regulares y secretamente escribe historias sobre los clientes, soñando con ser un autor famoso. El Dr. Dee, un recluso fugitivo del Asilo Arkham, se ha refugiado en el restaurante, usando la piedra del sueño que le ha robado a Morfeo para controlar a los clientes del restaurante y causar locura y pesadillas en todo el mundo.
El conjunto de individuos normales evoluciona lentamente en el transcurso de 24 horas, con cada nueva hora actúan sobre sus secretos más oscuros y deseos más profundos, todo para el placer del Dr. Dee. Con el tiempo, los clientes se vuelven cada vez más violentos y trastornados a medida que Dee juega con su cordura. A medida que Dee pierde interés en sus "pequeños insectos", que finalmente se matan entre sí o se matan a sí mismos, Sueño finalmente se despierta y escapa de su prisión de reloj de arena, viajando a través de las mentes de los atormentados soñadores para recuperar su piedra del sueño. En el camino, se ve acorralado por versiones de pesadilla de los comensales. Lo abordan y lo despedazan, pero él se libera y quedan en manos de su hermana Muerte.
Sueño llega al restaurante demasiado tarde para salvar a los clientes, y la película termina en un suspenso, en el que se enfrenta al Dr. Dee.
Un teaser posterior al final, "Próximamente  en Sandman", hace referencia al segundo arco de la serie Sandman, La casa de muñecas, con un volante que anuncia la "convención de cereales" y presenta a El Corintio.

## Reparto
- David John Phillips como el narrador
- Frances Steyck Townend como Bette Munroe
- Storie Serres como Judy
- Zach MacKendrick como el Dr. Dee
- Kenton Blythe como Mark
- Justyna Bochanysz como Kate
- Doran Damon como Gary
- Neil Affleck como Marsh
- Michael Sutherland como presentador del programa infantil
- Ben LeFevre como Morfeo/Sueño
- Ken Lashley como la voz de El Corintio

## Producción
La preproducción comenzó a fines de octubre de 2014, el guion fue escrito por Evan Henderson y Nicholas Brown, adaptado directamente de los paneles originales, con la intención de adaptarlo lo más fielmente posible como una serie de televisión de prueba de concepto.
Como se trataba de un fan film desarrollado fuera del estudio sin los derechos, los cineastas autofinanciaron la producción en el transcurso de tres años y la lanzaron en línea de forma gratuita, sin posibilidad de monetización.
La inclusión de la secuencia animada se hizo para darle a la historia original un clímax, así como para presentar a Sueño y sus habilidades, que solo aparece en la página final del número. Esto permitió a los cineastas abrir el mundo de los sueños y el potencial de combinar acción en vivo con escenas animadas, de forma similar a Fantasía. Los storyboards originales fueron creados por el artista Colton Fox, y animados por Anthony Francisco Schepperd.
El ilustrador de cómics Ken Lashley contribuyó con la imagen de Morfeo para los créditos iniciales. También tiene un cameo de voz como El Corintio.
El rodaje comenzó el 17 de abril de 2015 y se completó en 4 noches de filmación. Fue filmado en el restaurante Ted's en Scarborough, Toronto.

## Lanzamiento
Se lanzó un avance teaser el 16 de mayo de 2017, con la canción "Dream Baby Dream" de Suicide. Los carteles y el marketing de la película comenzaron a aparecer en la ciudad de Toronto en mayo de 2017.
La película se estrenó el 26 de junio de 2017 en The Royal Cinema en Toronto, Ontario. Los asistentes a la proyección recibieron carteles originales y recuerdos del evento. La película se estrenó de forma gratuita en línea en todo el mundo el 27 de junio. También se proyectó junto con un panel de preguntas y respuestas en la Fan Expo Canada en 2017.
La película ha sido traducida al español, portugués y turco por aficionados.

## Recepción
Neil Gaiman vio la película y dijo que estaba "bien hecha".
Cheryl Eddy de io9 escribió: "Incluso con el éxito de American Gods, es posible que nunca obtengamos una película de Sandman, o incluso una serie de televisión. Pero los fanáticos de Neil Gaiman no deben desesperarse por completo, porque hay una nueva película fans que rinde un tributo impresionantemente exigente a una de las entregas más brutales de Sandman".
H. Perry Horton de Film School Rejects comentó que los creadores "han logrado el tono, la atmósfera y el espacio emocional de la narrativa, y le dan vida con una legitimidad aterradora". y "mientras Hollywood está ocupado dejando caer la pelota, los cineastas independientes como Henderson y Brown están allí para recogerla y llevarla a la zona de anotación. Puede que esto no sea canon, pero sigue siendo espectacular".